# کارلوس ناسیمنتو
کارلوس ناسیمنتو (پرتغالی: Carlos Nascimento; ۳ ژانویهٔ ۱۹۰۴ – ۱ ژانویهٔ ۱۹۷۹) بازیکن و مربی فوتبال اهل برزیل بود.
وی در سال ۱۹۳۹ سرمربی تیم ملی فوتبال برزیل بوده است.